# Esnob
Un esnob, neologisme de l'anglès snob, és una persona que imita amb afectació les maneres, opinions, etc., d'aquells a qui considera distingits o de classe social alta per aconseguir aparentar ser igual que ells. El seu plural és esnobs.
El terme és d'origen dialectal, amb el significat de "sabater adobador" ("cobbler" en l'original), i per extensió una persona de classe social baixa o humil. Aquesta, però, és la de mínima acceptació, ja que la més estesa és la que afirma que prové del llatí "sine nobilitate", és a dir, "sense títol nobiliari".

## Història
El sentit modern de la paraula per indicar el desig d'aparentar la pertinença a una classe social superior es va establir a mitjans del segle xix, gràcies a una sèrie d'articles publicats per William Makepeace Thackeray a la revista "Punch" sota el títol The Snobs of England by One of Themselves, i posteriorment editats en un llibre el 1848.
El primer ús que es registra de "snob", indicant a una persona que menysprea a qui considera de classe inferior a la seva, sorgeix el 1911, en una obra de George Bernard Shaw.
Encara que hi ha pocs estudis seriosos sobre el tema, l'esnobisme té una funció social en l'individu, de superació intel·lectual, que poden portar-lo a un resultat positiu i atenuar la càrrega pejorativa del terme. Des d'aquest punt de vista és una forma instintiva de practicar la part d'emulació aconsellada de la PLN (Psico Neuro Lingüístic), però en aquest cas l'individu seria un Wannabe.